# Денисов, Владимир Михайлович
Влади́мир Миха́йлович Дени́сов (бел. Уладзі́мір Міха́йлавіч Дзяні́саў; род. 29 июня 1984, Чашники, Витебская область) — белорусский хоккеист, защитник, капитан национальной сборной Белоруссии по хоккею с шайбой.

## Карьера

### Клубная карьера
Начал карьеру в 2001 году, выступая а «Витебск» в белорусской экстралиге. В 2003—2004 годах выступал за новополоцкий «Химик-СКА». В 2004 перешёл в минский «Керамин». Сезон 2006—2007 провёл в Российской Суперлиге за тольяттинскую «Ладу». В 2007 перешёл в американскую хоккейную лигу и до 2008 выступал за фарм-клуб команды НХЛ Колорадо Эвеланш — Лейк Эри Монстерз. В 2008 подписал контракт с Нью-Йорк Рейнджерс и выступал в его фарм-клубе Хартфорд Вулф Пэк. В 2009 подписал контракт с клубом Вашингтон Кэпиталз, но реально за него не выступал. В 2009 выступал в КХЛ за минское «Динамо».
В сезоне 2010/11 выступал за клуб швейцарской лиги NLA «Амбри-Пиотта».
В сентябре 2011 года вернулся в минское «Динамо».
22 мая 2013 года подписал контракт с уфимским «Салаватом Юлаевым».
9 сентября 2013 года в результате обмена игроками Денисов перешёл в состав «Торпедо».
По ходу сезона 2015/2016 подписал односторонний контракт с ХК «Трактор» до конца сезона.
Денисов — один из лучших защитников силового плана в КХЛ. Так, в сезоне 2016/17 белорус стал 4-м в Лиге по силовым приемам по итогам регулярного чемпионата. А в сезоне 2014/15 возглавил эту номинацию, кроме того, войдя в тройку лидером КХЛ по блокированным броскам в плей-офф!

### Карьера в сборной
В 2001—2002 выступал за юниорскую сборную Белоруссии и участвовал на юниорском чемпионате мира 2002. В 2003—2004 — игрок молодёжной сборной Белоруссии и участник молодёжного чемпионата мира 2003. С 2006 игрок основной сборной. Выступал на чемпионатах мира 2006, 2007, 2008, 2009, 2010, 2011, 2012, 2014, 2017 и олимпийского турнира 2010. В 2012 году назначен капитаном команды. В его активе 120 матчей за главную команду страны, 7 заброшенных шайб, 31 результативная передача и 257 минут штрафа!

## Достижения
- 2005 — серебряный призёр чемпионата Белоруссии.
- 2009 — обладатель кубка Шпенглера.
- 2015 — серебряный призёр КХЛ сезона 2014/15 в составе команды «Ак Барс».
- 2016 — участник матча звёзд КХЛ